# Erica Flapan
Erica Flapan (14 de agosto de 1956) es una matemática estadounidense, profesora de matemáticas Lingurn H. Burkhead en el Pomona College.

## Biografía
Flapan realizó sus estudios universitarios en el de Nueva York, graduándose en 1977, y se graduó en la Universidad de Wisconsin-Madison, obteniendo un Ph.D. en 1983 bajo la supervisión de Daniel McMillan.
Después de realizar estudios posdoctorales en la Universidad de Rice y la Universidad de California, Santa Bárbara se unió a la Facultad de Pomona en 1986. La investigación de Flapan se basa en el estudio de la topología de baja dimensión y la teoría de nudos.

## Libros
Ha publicado numerosas investigaciones, así como cuatro libros sobre sus trabajos.
- Es autora del libro When Topology Meets Chemistry: A Topological Look at Molecular Chirality (Cambridge University Press and Mathematical Association of America, 2000).[3]
- En 2009, Flapan editó las Applications of Knot Theory junto con Dorothy Buck.[4]
- Con James Pommersheim y Tim Marks, también escribió el libro Number Theory: A Lively Introduction with Proofs, Applications, and Stories (John Wiley & Sons, 2010).
- En diciembre de 2015, publicó un libro de texto introductorio de topología "divertido", Knots, Molecules, and the Universe: An Introduction to Topology.[5]

## Reconocimiento
En 2011, fue una de las tres ganadoras del Premio Deborah y Franklin Tepper Haimo a la Enseñanza Distinguida de Matemáticas de la Universidad o la Universidad, de la Mathematical Association of America. En 2012 se convirtió en miembro de la Sociedad Americana de Matemáticas, y en el mismo año como parte del bicentenario de Hamilton College fue honrada con una Medalla de Logro Hamilton Alumni. En reconocimiento a su devoción a la tutoría, Flapan ganó el Premio M. Gweneth Humphreys de la Asociación de Mujeres en Matemáticas en 2018.